# フィットハウス
フィットハウスは、株式会社サマンサタバサジャパンリミテッドが展開する靴・バッグなどのファッションアイテムを販売する店舗ブランドである。コナカグループ。現在30店舗を運営（2017年9月現在）。
かつては、岐阜県可児市に本社を置く、同事業を運営する会社の名前（株式会社フィットハウス）でもあった。

## 沿革
- 1991年12月 - 岐阜県美濃加茂市に会社を設立。
- 1992年6月 - 第1号店として各務原市に「各務原店」をオープン。
- 1994年2月 - 愛知県第1号店として安城市に「安城店」をオープン。
- 1996年5月 - 本社を可児市に移転。
- 1999年7月 - 静岡県第1号店として磐田市に「磐田店」をオープン。
- 2001年11月 - 三重県第1号店として四日市市に「四日市店」をオープン。
- 2005年3月 - 北陸地方第1号店として石川県金沢市に「金沢西店」をオープン。
  - 11月 - 首都圏第1号店として東京都八王子市に「東京八王子店」をオープン。
- 2006年9月 - 近畿地方第1号店として大阪府守口市に「守口大日店」（イオン大日ショッピングセンター（現：イオンモール大日）内）をオープン。
- 2007年5月 - 本社を現在地に新築移転。
- 2008年1月 - 紳士服販売のコナカが第三者割当増資を引き受け、これにより同社のグループとなる。
- 2020年5月 - コナカはフィットハウスとサマンサタバサの合併を同年7月1日に行うことを発表。存続会社はサマンサタバサで、コナカの連結子会社となる[2]。

## 販売品目
設立当初は靴・バッグの販売を主力としたが、現在ではこれらに加え腕時計、貴金属、海外ブランドの化粧品、アパレルなども加えられている。